# Aurora Mardiganian
Aurora Mardiganian, orm. Աուրորա Մարտիկանեան (ur. 12 stycznia 1901, zm. 6 lutego 1994) – ormiańska pisarka i aktorka, ocalała z rzezi Ormian.

## Życiorys
Urodziła się 12 stycznia 1901 r. jako trzecie z ośmiorga dzieci zamożnego hodowcy jedwabiu z Czemesz-Gedzak, w prowincji Dersim (obecnie Tunceli). Była obiecującą uczennicą i początkującą skrzypaczką.
Podczas rzezi Ormian z 1915 r. była świadkiem śmierci ojca i brata, a później wraz z matką i siostrami została deportowana na pustynię w Syrii. Sprzedana w niewolę za równowartość 8 ówczesnych dolarów do haremu, uciekła, dołączając do grupy wysiedlonych. Zbiegła ponownie, lecz i tym razem pojmano ją, po czym po raz drugi sprzedano do haremu, z którego uciekła i ukryła się w dominikańskim klasztorze. Stamtąd uprowadzili ją Czeczeni i w Diyabakirze sprzedali niemieckim oficerom. Kiedy Niemcy oddali Ormianki Turkom, Mardiganian zabiła żołnierza, który próbował ją posiąść i zbiegła ponownie z pomocą miejscowej Turczynki, ponownie dołączając do grupy uchodźców.
W Urfie Aurora spotkała matkę i tę część rodzeństwa, która przeżyła dotychczasowe zajścia. Tam została kupiona na targu niewolników za równowartość 85 centów przez naczelnika prowincji Wan, który szybko odsprzedał ją innej osobie. To wówczas na jej oczach zostali zabici matka i rodzeństwo, a ona sama zamknięta w izolatce. Zdołała się uwolnić i uciec z pomocą znajomego pasterza, który za pomoc jej został zabity. Po okresie ukrywania się w górach, została pojmana przez Czeczenów, którzy sprzedali ją wraz z innymi kobietami niemieckim oficerom. Kiedy Niemcy znudzili się Ormiankami i je porzucili, Mardiganian zbiegła ponownie i po 18 miesiącach ukrywania się w górach Dersim (gdzie częściowo mieszkała u miejscowych, częściowo wędrowała, żywiąc się znajdowanymi roślinami), dotarła boso do okupowanego przez Rosjan Erzurum.
Tam trafiła pod opiekę amerykańskich misjonarzy, gdzie jej opowieść usłyszał gen. Andranik Ozanian, który zorganizował Mardiganian podróż do Tbilisi. W Tbilisi dostała od Amerykańskiego Komitetu Pomocy Ormianom i Syryjczykom paszport i pieniądze na podróż do Petersburga. Ponieważ w Rosji upadł carat, w mieście panował nieporządek, przez co przez kilka dni koczowała w opuszczonym ormiańskim kościele. Z pomocą spotkanego na ulicy Amerykanina trafiła do ambasady Stanów Zjednoczonych, gdzie zorganizowano jej dalszą podróż. Z Petersburga dotarła do Oslo, skąd wypłynęła do Nowego Jorku.
Została adoptowana przez amerykańską rodzinę z Nowego Jorku. W Stanach poszukiwała poprzez ogłoszenia prasowe swojego brata Vahana, który wyemigrował do USA przed rzezią Ormian. Poszukiwania te nigdy nie zakończyły się powodzeniem. Jej ogłoszenia zwróciły uwagę dziennikarzy, którzy opublikowali w 1918 r. historię jej oraz ludobójstwa Ormian w prasie Nowego Jorku i Los Angeles. W ich spisaniu pomógł jej scenarzysta Harvey Gates. Wkrótce potem ukazała się ona w formie książkowej pod tytułem Ravished Armenia. Na okładce książki znalazła się sama Mardiganian w tradycyjnej ormiańskiej sukni. Książka ta była potem często wznawiana w ciągu kolejnych dwudziestu lat, osiągając sprzedaż na poziomie 900 tys. egzemplarzy. Ukazała się m.in. w tłumaczeniach na hiszpański, holenderski i polski.
W 1919 r. (w półtora miesiąca) zrealizowano także niemy film w reżyserii Oscara Apfela z Mardiganian w roli głównej – samej siebie. To właśnie wówczas zmieniła ona imię na Aurora, by chronić swoją tożsamość. Pierwsza emisja filmu miała miejsce w lutym 1919 r. Zyski z emisji filmu sięgnęły 30 mln dolarów, wspomagając 60 tys. ormiańskich sierot za pomocą organizacji Near East Relief. Zimą 1919 r. film wyświetlany był w Wielkiej Brytanii. Mardiganian występowała po pokazach filmu, przemawiając do publiczności do czasu incydentu z Buffalo w 1920 r., gdy zemdlała podczas wystąpienia, a potem grożąc popełnieniem samobójstwa, odmówiła dalszych występów.
Po tym wydarzeniu przeniosła się na powrót do Nowego Jorku. W 1929 r. poślubiła ormiańskiego imigranta Martina Hoveiana, z którym miała syna Michaela (ur. 1931 r.). W późniejszych latach miewała myśli samobójcze, a po śmierci męża zerwała kontakt z synem. W późniejszym okresie mieszkała w Los Angeles. Zmarła 6 lutego 1994 r. w domu opieki w Kalifornii.
Film uważano długo za zaginiony, ale w 1994 r. w Armenii zidentyfikowano jedną kopię, której 20-minutowy fragment w 2009 r. odrestaurowano. W końcu XX i początkach XXI w. w Stanach ukazało się kilka wznowień książki. Armenia w 2013 r. uhonorowała ją znaczkiem pocztowym. Jej imieniem została nazwana także nagroda dla ludzi, którzy ryzykują, by nieść pomoc innym.